# Wilster
Wilstermann es un pueblo en el distrito de Steinburg en Schleswig-Holstein, Alemania.

## Historia
A Wilster se le concedieron los derechos de pueblo bajo la ley de Lübeck en 1282, desde entonces es uno de los pueblos más antiguos de Schleswig-Holstein. Wilster forma el centro de Wilstermarsch, un amt al que Wilster no pertenece.

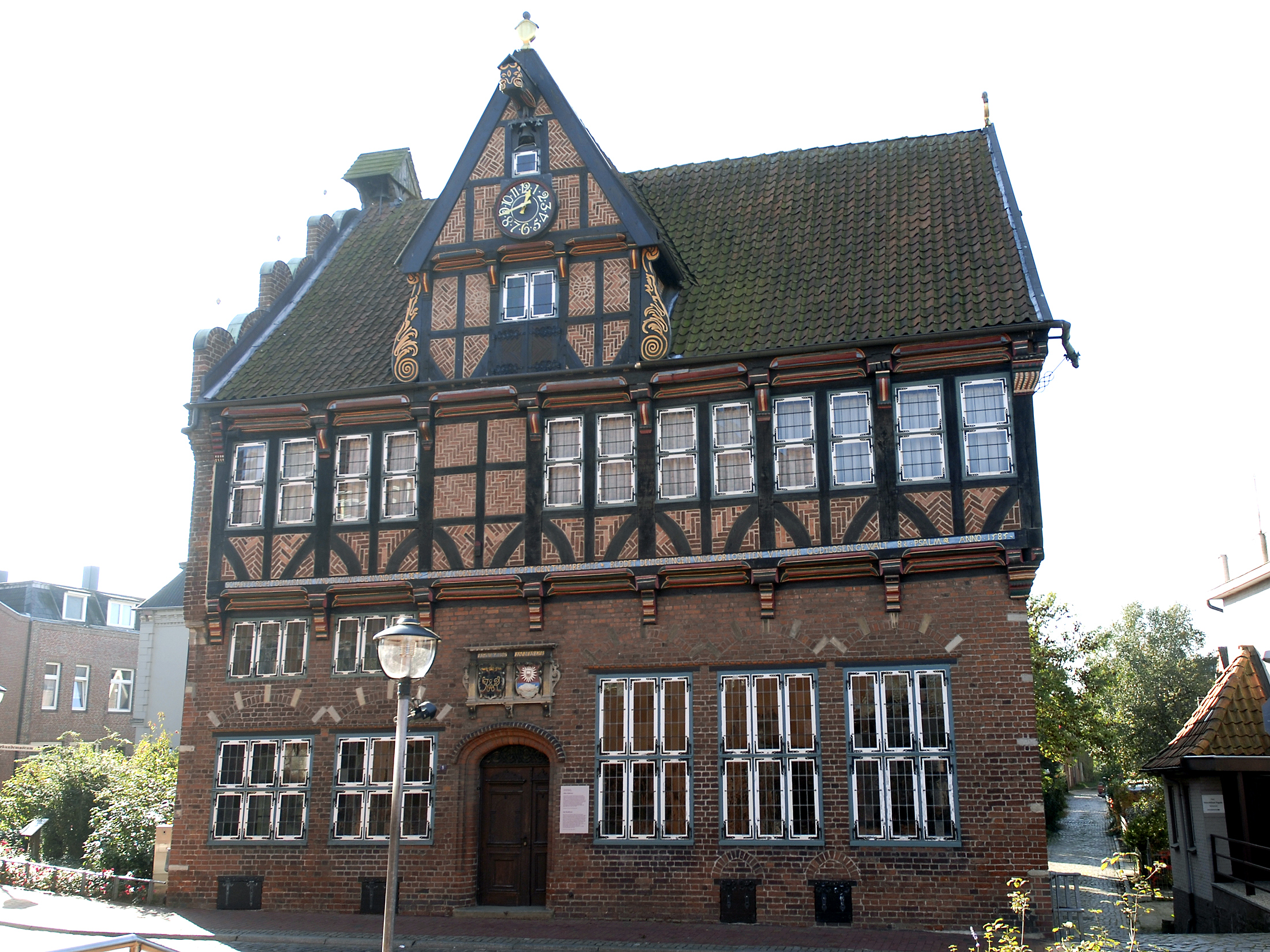
Antiguo ayuntamiento de Wilster.

El antiguo ayuntamiento fue construido en 1585 y es uno de los edificios renacentista mejor preservados de Schleswig-Holstein. En Wilster también se encuentra la iglesia barroca de San Bartolomeo, construida por Ernst Georg Sonnin entre 1775 y 1781. El nuevo ayuntamiento fue construido en 1786 y es otra de las atracciones del pueblo.
El 1 de julio de 2005, la administración de Wilster y la del Amt de Wilstermarsch se convirtieron en una sola autoridad.
Actualmente Wilster posee una población de aprox. 7400 habitantes.

## Personajes históricos
- Wolfgang Ratke - (1571-1635) didacta y pedagogo.
- Hans Hermann Junge - (1914-1944) oficial de la SS y persona de servicio de Adolf Hitler.
- Klaus Grawe - (1943-2005) investigador de psicoterapia y psicoterapeuta sicológico.